# Maurício nos Jogos Olímpicos de Verão da Juventude de 2010
As ilhas Maurícia (português europeu) ou Maurício (português brasileiro) participaram dos Jogos Olímpicos de Verão da Juventude de 2010 em Cingapura. Sua delegação foi composta por nove atletas que competiram em cinco esportes.

## Atletismo
| Evento                        | Atleta                 | Qualificação | Qualificação | Final     | Final        |
| Evento                        | Atleta                 | Resultado    | Posição      | Resultado | Posição      |
| ----------------------------- | ---------------------- | ------------ | ------------ | --------- | ------------ |
| Salto com vara masculino      | Abel Thesee            | Sem marca    | --           | Sem marca | -- (Final B) |
| Salto em altura masculino     | Brondon Nursimloo      | 1,90         | 14º          | 1,94      | 5º (Final B) |
| 110 m com barreiras masculino | Louis Fabrice Rajah    | 14.66        | 14º (4º q1)  | 14.40     | 3º (Final C) |
| Salto triplo masculino        | Marty Loic Darren Paul | 15,06        | 7º           | 14,89     | 7º (Final A) |

## Badminton
| Atleta        | Evento           | Fase de grupos | Fase de grupos                      | Fase de grupos                          | Fase de grupos                             | Fase de grupos | Quartas-de-final | Semifinais  | Final       | Pos. final  |
| Atleta        | Evento           | Grupo          | 1ª rodada                           | 2ª rodada                               | 3ª rodada                                  | Pos.           | Quartas-de-final | Semifinais  | Final       | Pos. final  |
| ------------- | ---------------- | -------------- | ----------------------------------- | --------------------------------------- | ------------------------------------------ | -------------- | ---------------- | ----------- | ----------- | ----------- |
| Kate Foo Kune | Simples feminino | A              | CAN Tracy Wong D 0-2 (17-21, 19-21) | JPN Misaki Matsutomo D 0-2 (4-21, 2-21) | NED Josephine Wentholt D 0-2 (7-21, 12-21) | 4º             | Não avançou      | Não avançou | Não avançou | Não avançou |

## Judô
| Evento             | Atleta         | 1ª rodada                | 1ª rodada respescagem | 2ª rodada repescagem         | 3ª rodada repescagem        | Semifinais repescagem    | Final repescagem B | Disputa pelo bronze B | Pos. final |
| ------------------ | -------------- | ------------------------ | --------------------- | ---------------------------- | --------------------------- | ------------------------ | ------------------ | --------------------- | ---------- |
| Até 63 kg feminino | Gaelle Nemorin | ISR Rotem Shor D 000-020 | Sem oponente          | HAI Wildjie Vertus V 010-001 | ALB Julanda Bacaj V 101-000 | ISR Rotem Shor D 000-100 | Não avançou        | Não avançou           | --         |

| Evento         | Atleta                                            | 1ª rodada              | 2ª rodada                  | Semifinais                | Final       | Pos. final        |
| -------------- | ------------------------------------------------- | ---------------------- | -------------------------- | ------------------------- | ----------- | ----------------- |
| Equipes mistas | Gaelle Nemorin (como integrante da equipe Tóquio) | ZZX Equipe Paris V 5-3 | ZZX Equipe Nova York V 4-4 | ZZX Equipe Belgrado D 3-5 | Não avançou | Medalha de bronze |

## Natação
| Evento                | Atleta                     | Qualificação | Qualificação | Semifinais | Semifinais | Final       | Final       |
| Evento                | Atleta                     | Resultado    | Posição      | Resultado  | Posição    | Resultado   | Posição     |
| --------------------- | -------------------------- | ------------ | ------------ | ---------- | ---------- | ----------- | ----------- |
| 200 m livre feminino  | Adeline Mei-Li Tin Hon Ko  | 2:21.73      | 39º (2º q1)  |            |            | Não avançou | Não avançou |
| 200 m livre masculino | Emmanuel Jean Marie Froget | 2:02.98      | 41º (4º q1)  |            |            | Não avançou | Não avançou |

## Tênis de mesa
| Evento            | Atleta           | Preliminares | Preliminares | Preliminares | 2ª fase consolação | 2ª fase consolação | 2ª fase consolação | Pos. final |
| Evento            | Atleta           | Grupo        | Confrontos | Pos.         | Grupo              | Confrontos | Pos.               | Pos. final |
| ----------------- | ---------------- | ------------ | --- | ------------ | ------------------ | --- | ------------------ | ---------- |
| Simples masculino | Warren Li Kam Wa | D            | CRO Luka Fučec D 0-3 (6-11, 7-11, 10-12) PAR Axel Gavilán D 2-3 (9-11, 13-15, 13-11, 11-9, 4-11) SWE Hampus Soderlund D 0-3 (6-11, 9-11, 5-11) | 4º           | FF                 | NZL Kevin Wu D 2-3 (11-6, 4-11, 11-8, 4-11, 7-11) GER Florian Wagner D 1-3 (8-11, 11-9, 11-13, 7-11) THA Tanapol Santiwattanatarm D 0-3 (7-11, 2-11, 10-12) | 4º                 | --         |

| Evento         | Atleta                                                      | 1ª fase | 1ª fase                                                                                      | 1ª fase | Torneio de consolação               | Torneio de consolação | Pos. final |
| Evento         | Atleta                                                      | Grupo   | Confrontos                                                                                   | Pos.    | 1ª rodada                           | 2ª rodada             | Pos. final |
| -------------- | ----------------------------------------------------------- | ------- | -------------------------------------------------------------------------------------------- | ------- | ----------------------------------- | --------------------- | ---------- |
| Equipes mistas | Warren Li Kam Wa e CGO Jolie Mafuta Ivoso (Equipe África 2) | C       | Europa 3 D 0-3 (0-3, 0-3, 1-3) Europa 1 D 0-3 (0-3, 1-3, 0-3) Europa 4 D 0-3 (0-3, 0-3, 0-3) | 4º      | Intercontinental 2 D 0-2 (0-3, 0-3) | Não avançou           | 25º        |